# Träumst du
Träumst du ist ein Lied der deutschen Neue Deutsche Härte-Band Oomph!, in Kooperation mit der tschechischen Sängerin Marta Jandová. Das Stück ist die zweite Singleauskopplung aus ihrem dritten Kompilationsalbum Delikatessen und Siegertitel des Bundesvision Song Contest 2007.

## Entstehung und Artwork
Aufgenommen, komponiert und produziert wurde das Lied von den Oomph!-Mitgliedern Andreas Crap, Robert Flux und Dero Goi. Gemischt wurde die Single von Flux. Die Single wurde unter den Musiklabels GUN Records und Sony Music Entertainment veröffentlicht. Auf dem Cover der Maxi-Single ist – neben der Aufschrift des Künstlers und des Liedtitels – eine Schülerin, mit gesenktem Kopf auf den Tisch, zu sehen.

## Veröffentlichung und Promotion
Die Erstveröffentlichung der Single erfolgte am 9. Februar 2007 in Deutschland, Österreich und der Schweiz. Die Maxi-Single beinhaltet neben der Radioversion auch eine Remixversion und das dazugehörige Musikvideo von Träumst du, sowie die Lieder Für immer und Augen auf! (live), als B-Seite. Insgesamt gibt es vier verschiedene Maxi-Singles, die sich alle durch die Anzahl an Titel und der Auswahl der B-Seiten unterscheidet. Träumst du wurde zuvor bereits in einer Solo-Version ohne Jandová aufgenommen und auf dem neunten Studioalbum GlaubeLiebeTod veröffentlicht.

## Inhalt
Der Liedtext zu Träumst du ist auf Deutsch verfasst. Sowohl die Musik als auch der Text wurden von Andreas Crap, Robert Flux und Dero Goi geschrieben beziehungsweise komponiert. Musikalisch bewegt sich das Lied im Bereich der Neuen Deutschen Härte. Die Strophen werden vom Oomph!-Sänger Dero gesungen, der Refrain gemeinsam von Dero und Marta Jandová. Das Lied behandelt eine Verabredung zum Suizid durch einen gemeinsamen Sturz.

„Träumst du mit mir heut Nacht?,
springst du mit mir heut Nacht?
Träumst du mit mir heut Nacht?,
kommst du mit mir aufs Dach?“

## Musikvideo
Das Musikvideo zu Träumst du wurde in einem Schulgebäude gedreht. Zu sehen ist Jandová die eine sehr freizügig gekleidete Lehrerin spielt. In ihrem Unterricht verwendet sie die verbotene Prügelstrafe in sehr lasziven und zweideutigen Posen. Zwischendrin sind Ausschnitte des Hausmeisters der Schule zu sehen, der eine versteckte Kamera im Unterrichtsraum von Jandová angebracht hat und sich an ihr „aufgeilt“. Die Gesamtlänge beträgt 4:05 Minuten. Regie führte Oliver Sommer, produziert wurde es von den AVA Studios.

## Bundesvision Song Contest 2007
Oomph! und Marta Jandová gewannen den Bundesvision Song Contest 2007 für Niedersachsen mit neun Punkten Vorsprung vor dem für Hamburg antretenden Musiker Jan Delay mit dem Lied Feuer (138 Punkte). Während der Punktevergabe aller 16 Bundesländer setzten sich die beiden Kontrahenten schon relativ früh mit einem kleinen Abstand vor ihren Mitkonkurrenten ab, letztendlich konnten aber Oomph! und Jandová den Endspurt für sich behaupten. Neben ihrer Heimat Niedersachsen bekamen sie ebenfalls aus Rheinland-Pfalz die volle Punktzahl. Dies war die dritte Austragung des Bundesvision Song Contests.
Für Marta Jandová ist dies bereits die zweite Teilnahme bei der dritten Austragung des Bundesvision Song Contests. Bereits 2005 nahm sie zusammen mit Apocalyptica und dem Titel Wie weit für das Bundesland Baden-Württemberg teil. Sie belegten zusammen den fünften Platz mit 77 Punkten.
Jeder Künstler dreht zu Promotionzwecken einen Wahlwerbespot für die Teilnahme am BuViSoco. In diesem sind Oomph! in einem Rock ’n’ Roll Trainingscamp, mit einer Kiss-Coverband, in Braunschweig zu sehen.
Punktevergabe
|   |    |   |   |    |   |    |    |    |    |   |    |   |   |    |    | Gesamt |
| - | -- | - | - | -- | - | -- | -- | -- | -- | - | -- | - | - | -- | -- | ------ |
| 8 | 10 | 6 | 8 | 10 | 7 | 10 | 12 | 12 | 10 | 8 | 10 | 8 | 8 | 10 | 10 | 147    |

## Mitwirkende
| Liedproduktion - Andreas Crap: Gitarre, Hintergrundgesang, Komponist, Musikproduzent, Tonmeister - Robert Flux: Abmischung, Engineer, Gitarre, Hintergrundgesang, Komponist, Produzent, Tonmeister - Dero Goi: Gesang, Komponist, Produzent, Tonmeister - Marta Jandová: Gesang Unternehmen - AVA Studios: Filmproduzent - GUN Records: Musiklabel - Sony Music Entertainment: Musiklabel | Musikvideo - Stéphanie Bach: Maskenbildnerin - Eddi Bachmann: Kranoperator - Ariane Haase: Ausstatter - Manuela Halligan: Maskenbildnerin - Johannes Holweg: Beleuchter - Oliver Sommer: Regisseur - Felix Storp: Kameramann |

## Chartplatzierungen
Träumst du erreichte in Deutschland Position neun der Singlecharts und konnte sich insgesamt eine Woche in den Top 10 und neun Wochen in den Charts halten. In Österreich erreichte die Single in fünf Chartwochen Position 48 der Singlecharts.
Für Oomph! ist es nach Augen auf! und Brennende Liebe bereits der dritte Top-10-Erfolg in Deutschland. In Deutschland ist es ihr elfter Charterfolg sowie der sechste in Österreich. Für Jandová ist es der erste Top-10-Erfolg in Deutschland. Nach Wie weit? ist es ihr zweiter Charterfolg in Deutschland und Österreich.